# Западная (приток Рочуги)
Западная — река в России, протекает по Лешуконскому и Мезенскому районам Архангельской области. Устье реки находится в 116 км по левому берегу реки Рочуга. Длина реки составляет 27 км.

## Данные водного реестра
По данным государственного водного реестра России относится к Двинско-Печорскому бассейновому округу, водохозяйственный участок реки — Мезень от водомерного поста деревни Малонисогорская и до устья. Речной бассейн реки — Мезень.
Код объекта в государственном водном реестре — 03030000212103000049149.